# Piz Buin

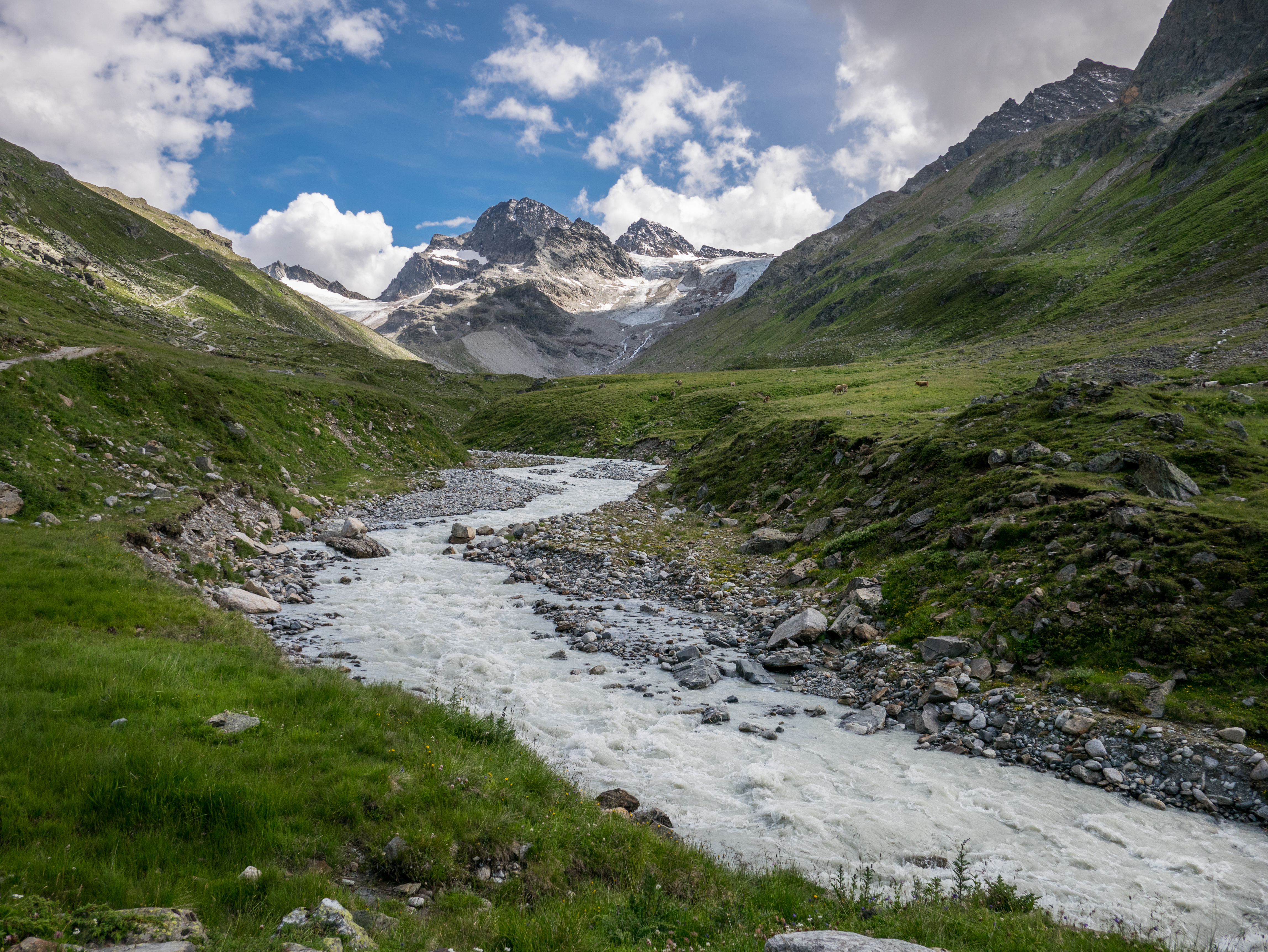
Ochsental y Piz Buin

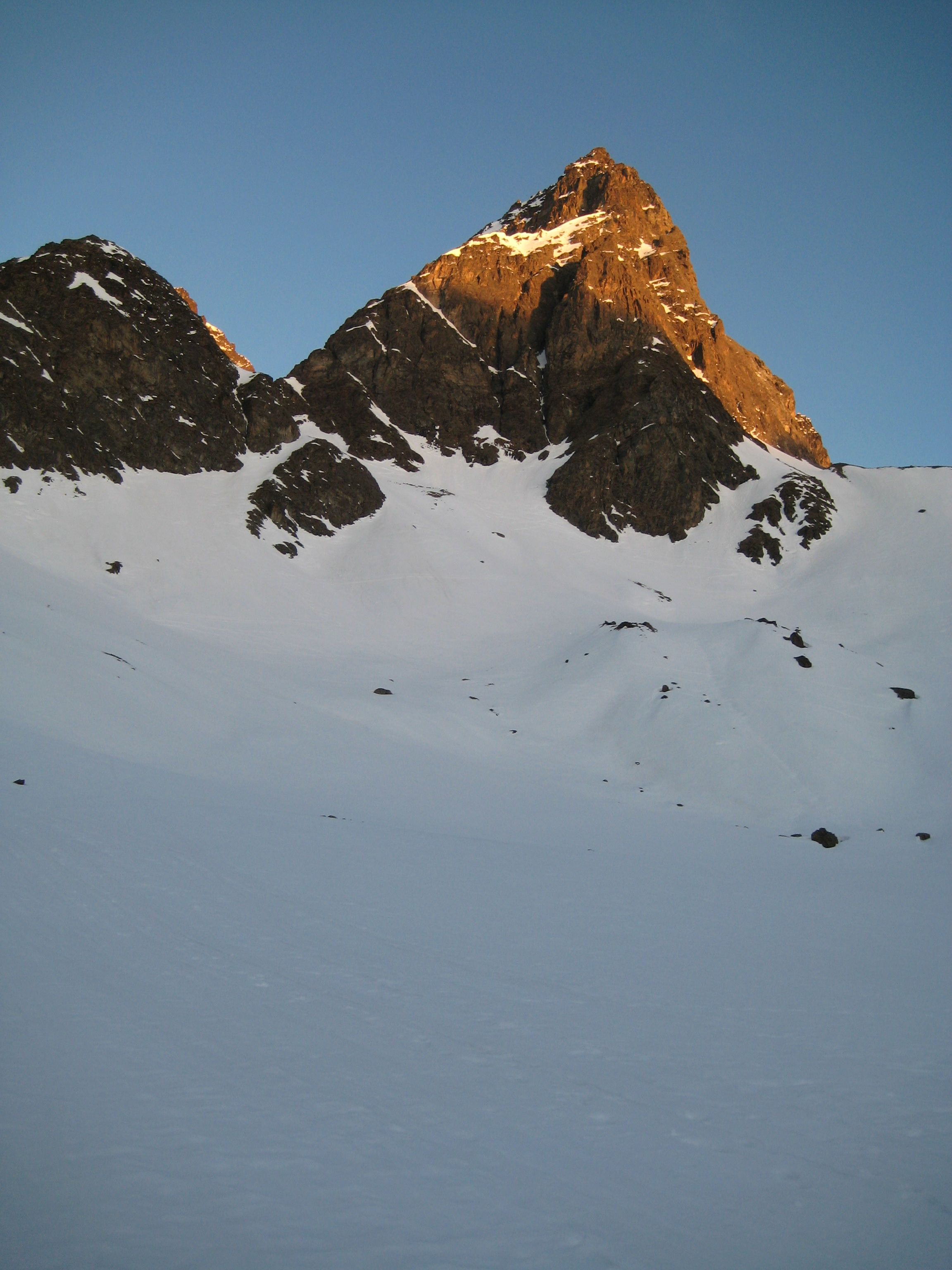
Vistas al Piz Buin desde el Sur (Tuoihütte)

El Piz Buin (Gran Piz Buin) es una montaña en la frontera entre Austria y Suiza. Con 3312 m es la tercera montaña más alta de la sierra Silvretta en los Alpes y la más alta de Vorarlberg.

## Nombre e historia
El nombre originario es Piz Buin (procede del romanche) y significa morro de buey (Ochsenspitze). 
La primera ascensión de la montaña fue culminada por Josef Anton Specht y Johann Jakob Weilenmann con los guías Jacob Pfitscher y Franz Pöll el 14 de julio de 1865.
El 13 de septiembre de 1936 se colocó la primera cruz de la cumbre de Vorarlberg en el Piz Buin.

## Ubicación y alrededores
Como parte de la cordillera principal de la Silvretta, la montaña marca la frontera entre Vorarlberg y el cantón suizo de los Grisones, que atraviesa la cumbre de oeste a este. Al oeste, separado por el paso de Buinlücke, está el Kleine Piz Buin, también llamado Piz Buin Pitschen en algunos mapas (3255 m). Al norte y al oeste del Grosser Piz Buin se encuentra el glaciar Ochsental, y al noreste, separado del glaciar Ochsental por el Wiesbadner Grätle, el glaciar Vermunt. Estos dos glaciares, situados en territorio austriaco, forman el nacimiento del Río Ill, que fluye hacia el norte a través del valle de Ochsental hasta el embalse de Silvretta, en el Vermunt, en el Bielerhöhe. Al sur del glaciar de Vermunt, el paso de Vermunt, de 2.797 m de altura, constituye el paso al Val Tuoi suizo, un valle lateral de la Baja Engadina que se extiende al sur de Piz Buin hasta Guarda, y que pertenece al municipio de Scuol.
El Piz Buin sólo es superado en altura en la Silvretta por la enorme pirámide del Piz Linard (3410 m) y el Fluchthorn (3399 m).

## Geología y flora
El Piz Buin, al igual que sus montañas vecinas, está formado por roca cristalina de la cubierta de la Silvretta, compuesta principalmente por gneis. A diferencia de los picos más altos de Piz Linard y Fluchthorn, que están compuestos principalmente por Hornblendegneis, Piz Buin está formado por granito más ligero y Augengneis.
La vegetación es escasa, como suele ocurrir en las regiones más altas de la Silvretta, y consiste en plantas de roca y escombros de la etapa nival. Además de los líquenes y los musgos, cabe destacar el ranúnculo de los glaciares, que incluso florece en la cumbre del Piz Buin.

## Trivia
El nombre de la montaña "Piz Buin" es también el nombre para un protector solar de la farmacéutica Johnson & Johnson. El químico Franz Greiter sufrió quemaduras durante la ascensión en 1938 y por eso unos años después creó un protector solar con el mismo nombre.